# Synagogue de Lille
La synagogue de Lille est une synagogue consistoriale de rite ashkénaze, située au 5 de la rue Auguste-Angellier à Lille. C'est la première synagogue construite dans le Nord, peu après l'importante immigration des juifs alsaciens ou venus des pays d'Europe centrale dans la seconde moitié du XIXe siècle. 
Ce site est desservi par la station de métro République - Beaux-Arts.

## Historique
Construite par l'architecte lillois Théophile-Albert Hannotin, la synagogue a été inaugurée en 1891. Elle s'inscrit dans un nouveau quartier aménagé au cours de la seconde moitié du XIXe siècle, le « quartier latin » lillois, constitué de l'église Saint-Michel, l'université et le temple protestant, situé tout à côté.
Utilisée par les Allemands pour stocker leur matériel, la synagogue de Lille est l'une des rares de France à avoir gardé son mobilier d'origine, conçu par Hannotin lui-même, à la suite de la Seconde Guerre mondiale.
Elle a été inscrite à l'inventaire des monuments historiques en 1984.

## Description
De style romano-byzantin, la synagogue de Lille présente une nef de 17 mètres de long sur 7,6 mètres de large soutenue par douze piliers de fonte qui représentent les douze tribus juives. Surmonté des tables de la loi, son fronton est encadré par deux pilastres décorés de couples de cigognes, rappel de l'origine de la communauté.
Elle porte en inscription un texte de la Genèse : « Ceci n'est autre que la maison du Seigneur, et c'est ici la porte du ciel » (אֵין זֶה, כִּי אִם-בֵּית אֱלֹהִים, וְזֶה, שַׁעַר הַשָּׁמָיִם).